# Здравко Георгиев (генерал-полковник)
Вижте пояснителната страница за други личности с името Здравко Георгиев.
Здравко Велев Георгиев (Калоян) е участник в комунистическото движение преди и след 1944 година, комунистически партизанин по време на Втората световна война. Член на Четвърти състав на т.нар. Народен съд (1944 – 1945). Български офицер, генерал-полковник, член на БОК, председател на ЦСКА (София).

## Биография
Здравко Георгиев е роден на 15 февруари 1914 г. в град София. Член е на РМС (1931) и БКП (1934). В периода септември 1927-юли 1932 е ученик в гимназия в София. През юли 1932 г. се записва като студент в Юридическия факултет на Софийския университет. По това време е член на Районния комитет на РМС, а след това и на Окръжния комитет на РМС в София. Учи до септември 1936 г. Тогава завежда експедиция на ЦК на БКП и определен малко по-късно за инструктор на ЦК на РМС. През 1939 г. е интерниран в Ивайловград. От януари 1940 до септември 1941 г. отбива редовна военна служба, като същевременно завършва Школата за запасни офицери. Изпратен е на турската граница.
Участва в комунистическото съпротивително движение през Втората световна война. През септември 1941 работи във Военната организация на Окръжния комитет на БКП в София. В края на 1942 г. излиза в нелегалност. До 1943 година ръководи нелегалната работа във войската. От април 1943 г. е началник-щаб на Първа софийска въстаническа оперативна зона . Партизанин от партизанска бригада „Чавдар“. Осъден задочно на смърт по ЗЗД (1943).
След 9 септември 1944 г. взима участие в т. нар. Народен съд като член на Четвъртия му състав.
Участва във войната срещу Германия като помощник-командир на Първа гвардейска пехотна дивизия. Завършва Военната академия „Михаил Фрунзе“ (август 1945-ноември 1947) и Военната академия на Генералния щаб на Съветската армия. Между ноември 1947 и октомври 1948 г. е командир на седма пехотна рилска дивизия. Началник на военното разузнаване на ГЩ на БНА (октомври 1948 – март 1951). От 1 януари 1950 г. е заместник-началник на Генералния щаб. Между март и юни 1951 г. е заместник-командир на втора армия по строевата част. Арестуван по измислено „обвинение в шпионаж в полза на Югославия“. След смъртта на Сталин е реабилитиран. В кадровата справка за него за периода юни 1951-февруари 1952 г. пише, че е без работа. В периода март-1952-юли 1954 г. последователно е директор на фабриките „Глиган“, Петолъчка" и „Спортпром“ в София. Между юли 1954 и 22 ноември 1956 г. е заместник-началник по оперативно-тактическата подготовка на Военнотехническата академия. Командир на първи стрелкови корпус от 22 ноември 1956 г.
Член е на ЦК на БКП от 1962 г. От 1964 г. е генерал-полковник. Между 1961 и 1970 г. е заместник-министър на отбраната, отговарящ за гранични войски, а в периода 1970 – 1976 г. е заместник-министър на вътрешните работи.
Председател на Физкултурно дружество „ЦСКА“. Автор на мемоарната книга „Когато умирахме. Записки на началник-щаба на зоната“, С., Издателство на БЗНС, 1973, 1978, 1984; Воениздат, М., 1976.